# Пірсон Фод
Пірсон Дейн Фод (англ. Pierson Dane Fodé, нар. 6 листопада 1991) — американський актор і модель.

## Ранні роки
Пірсон Дейн Фод народився в Мозес-Лейк (штат Вашингтон) в сім'ї Рона і Робін Фод. У нього є два старші брати, Престон і Пейтон, і молодша сестра Фаррон. Він виріс зі своєю родиною на фермі. У віці 13 років, під час навчання в середній школі, він заснував компанію Pierced Productions, в якій зняв понад 20 короткометражних фільмів, написав сценарій і зіграв головну роль. Закінчивши середню школу зі ступенем бакалавра у місцевому коледжі, він розпочав свою акторську кар'єру у віці 18 років. В даний час він проживає в Лос-Анджелесі.

## Кар'єра
Фод дебютував як актора в 2012 році в ситкомі Nickelodeon, «Ай-Карлі», в ролі Тодда. У тому ж році він отримав нагороду YouTube за головну роль Джареда у веб-серіалі «Втікачи», який тривав два сезони. Потім він знявся у телевізійному фільмі «Гнів Божий: протистояння» у ролі Крюгера та у ролі гостя у фільмі «Привіт, пані».
З 2013 по 2014 рік Фод грав роль Блейзера у веб-серіалі «Оповідачі». У 2014 році він знявся у фільмі жахів «Коренні», який був показаний на кінофестивалі в Трайбеку, а також знявся у фільмах «Вбити дичину» та «Перетягти черв'яків». Він також мав постійну роль у серіалі Disney Channel «Джессі», що складається з п'яти епізодів.
У 2015 році Фод знявся разом із Вікторією Джастіс у романтичній комедії «Ті, кого не можна цілувати». Він також повернувся на телебачення, щоб зіграти роль Томаса Форрестера в серіалі «Зухвалі і красиві». 7 вересня 2017 видання Soap Opera Digest оголосило, що Фод залишить роль в серіалі.
Фод знявся фільмі «Людина з Торонто», комедійному бойовику з Кевіном Гартом, Вуді Гаррельсоном і Кейлі Куоко в головних ролях.
Він підписав контракт з модельним агентством «Wilhelmina Models» у 2011 році. Як модель, він отримав кілька нагород, таких як «Зірка року», «Найкраща хода подіумом», «Найкращі фотографії з модним принтом», «Найкраща телевізійна реклама», «Краса» та «Найкраща посмішка». Як модель він знімався Брюсом Веббером для Abercrombie & Fitch, Vanity Fair, G-Star, Demand, одягу Akira, Джиллі Хікс та інших великих брендів і видань

## Особисте життя
У червні 2019 року Фод повідомив у Instagram, що переніс черепно-мозкову травму і знепритомнів. Він носив кардіомонітор, щоб відстежувати стан. Він повністю одужав та активно намагається допомогти іншим людям із серйозними травмами. Пірсону подобається кататися на мотоциклі, стрибати з парашутом, займатися паркуром та брати активну участь у благодійних організаціях, таких як Saving Innocence, Heifer International та церква Святого Юди в Лос-Анджелесі
З 2013 по 2015 він перебував у стосунках із актрисою, Вікторією Джастіс. З 2020 перебуває у відносинах з актрисою Саксон Шарбіно

## Фільмографія
| Рік  |   | Українська назва  | Оригінальна назва          | Роль                |
| ---- | - | ----------------- | -------------------------- | ------------------- |
| 2012 | с | Ай-Карлі          | iCarly                     | Тодд                |
| 2014 | с | Джессі            | Jessie                     | Брукс Вентворт III  |
| 2015 | с | Зухвалі і красиві | The Bold and the Beautiful | Томас Форрестер     |
| 2017 | с | Династія          | Dynasty                    | Джоел Тернер        |
| 2020 | с | Супердівчина      | Supergirl                  | Ангус/Грегорі Бауер |
| 2022 | ф | Людина з Торонто  | The Man from Toronto       | Людина з Маямі      |